# Osceola (Indiana)
Osceola é uma cidade  localizada no estado americano de Indiana, no Condado de St. Joseph.

## Demografia
Segundo o censo americano de 2000, a sua população era de 1859 habitantes.
Em 2006, foi estimada uma população de 1806, um decréscimo de 53 (-2.9%).

## Geografia
De acordo com o United States Census Bureau tem uma área de
3,5 km², dos quais 3,5 km² cobertos por terra e 0,0 km² cobertos por água. Osceola localiza-se a aproximadamente 225 m acima do nível do mar.

## Localidades na vizinhança
O diagrama seguinte representa as localidades num raio de 16 km ao redor de Osceola.